# 拱極星

北天極的拱極星

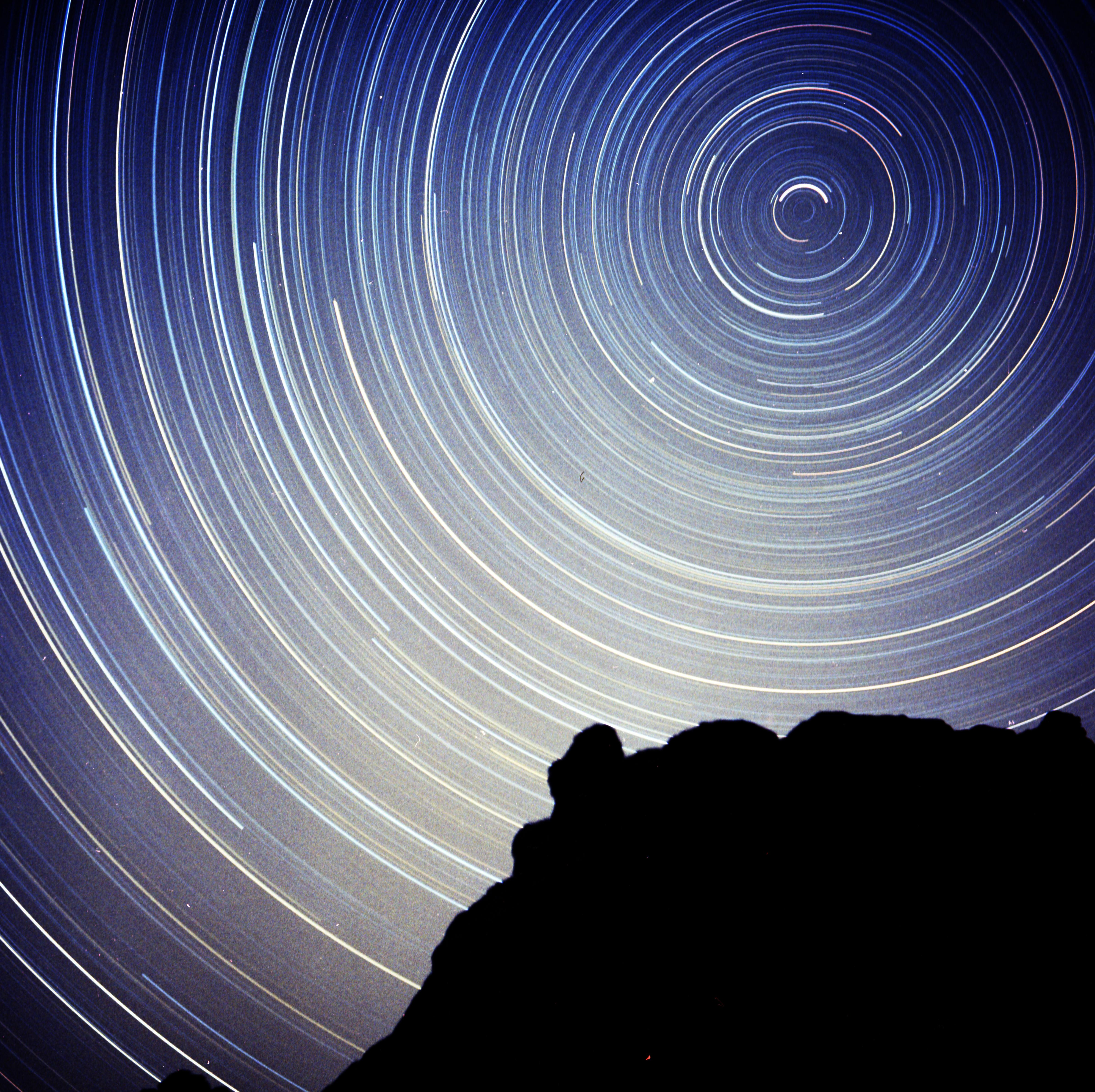
在一張長時間曝光攝影中的繞極星跡。越靠近天極的恆星在長時間的暴露所留下的的軌跡越短。

拱極星是從地球上給定的緯度來看，由於靠近天極之一，使它從未落在地平線以下的恆星。因此，在一年中的每個夜晚，從上述位置朝向最近的極點，一整晚可以看到這些恆星（如果它們沒有被太陽的眩光淹沒，也將在一整天中持續可見）。其它的恆星被稱為「季節星」。
所有的拱極星都位於一個大小由觀測者所在緯度决定的恆顯圈（或稱為環極圈）內。具體來說，這個圓圈半徑的角度測量值等於觀察者的緯度。觀測者離北極或南極越近，其恆顯圈就越大。 
在北極地區的定義被正式定義為北極圈以北，經歷午夜太陽的地區之前，它更廣泛地指的是那些「熊」星座（大熊座和小熊座）高懸天空之地。所以，Arctic （北極地區）一詞源自希臘語 （「arktikos」），「bearish」源自（「arktos」），「bear」。

## 解釋

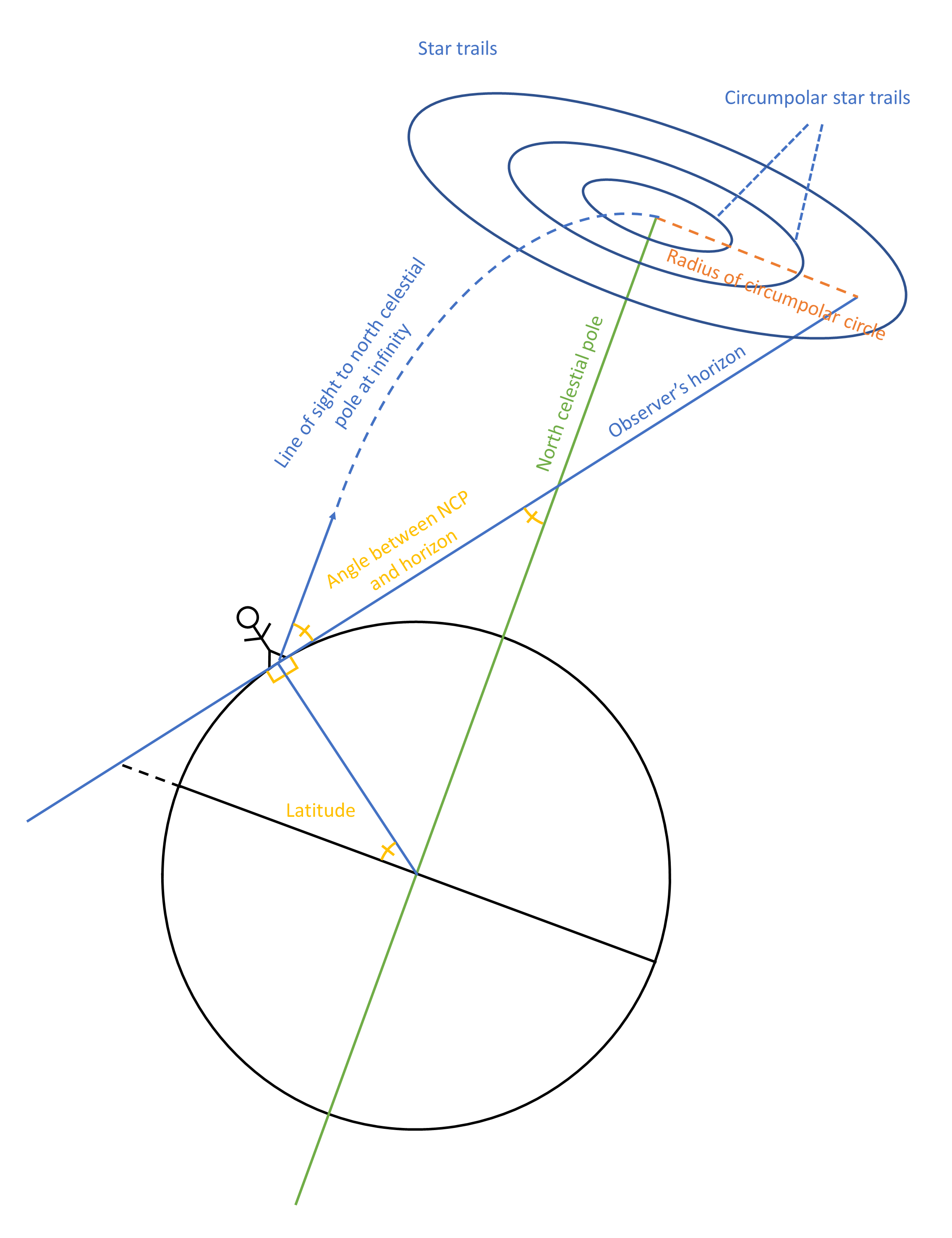
證明北天極與觀測者地平線之間的角度，即跨越恆顯圈（環極圓）半徑的角度，等於觀測者緯度的幾何圖。

當地球每天繞其軸線自轉時，恆星似乎圍繞天極之一（北半球觀測者的北天極，或南半球觀象者的南天極）以圓形路徑移動。離天極越遠的恆星看起來像是繞著越大的圓圈旋轉；位於離天極越近的地方，恆星以越小的圓圈旋轉，因此看起來幾乎不參與任何周日運動。根據觀察者在地球上的緯度，一些恆星（環極地的）距離天極足够近，可以持續保持在地平線之上，而其它恆星在其日常圓形路徑的一部分時間內，下降到地平線之下（其餘恆星則永遠保持在地平線之下）。
拱極星似乎位於一個以天極為中心、與地平線垂直的圓圈內。在地球的北極，北天極就在頭頂上，所有可見的恒星（即北天球中的所有恒星）都是繞極的拱極星。當一個人向南旅行時，北方天極向北方地平線移動。越來越多的恆星在其日常「軌道」的一部分時間裏開始消失在地平線下，而包含剩餘拱極星的圓圈也變得越來越小。在赤道，這個圓消失在位於地平線的一個點上（天極本身），因此所有能够繞極的恆星每24小時有一半時間都在地平線以下。在那裡，極星本身也只能從一個足够高的地方觀察到它露出來。
當一個人朝赤道以南旅行時，情况正好相反。南天極在天空中顯得越來越高，位於以該極為中心的越來越大的圓圈內，所有恆星都圍繞著它轉。這種情況一直持續到到達地球的南極，在那裡，所有可見的恆星都是繞極的拱極星。
天北極距離極星（北極星）非常近（不到1°），因此從北半球來看，所有拱極星似乎都圍繞著北極星移動。北極星本身幾乎保持靜止，總是在北方（即方位角0°的方位），並且總是在相同的高度（與地平線的角度），等於觀察者的緯度。然後將其分類為象限。
北極星的方位總是等於0°。對於給定的緯度（Ø），拱極星的高度（A）是固定的，其值由以下公式給出：A = 90° - Ø。所有赤緯小於「A」的恆星都不是拱極星。

## 拱極星的定義

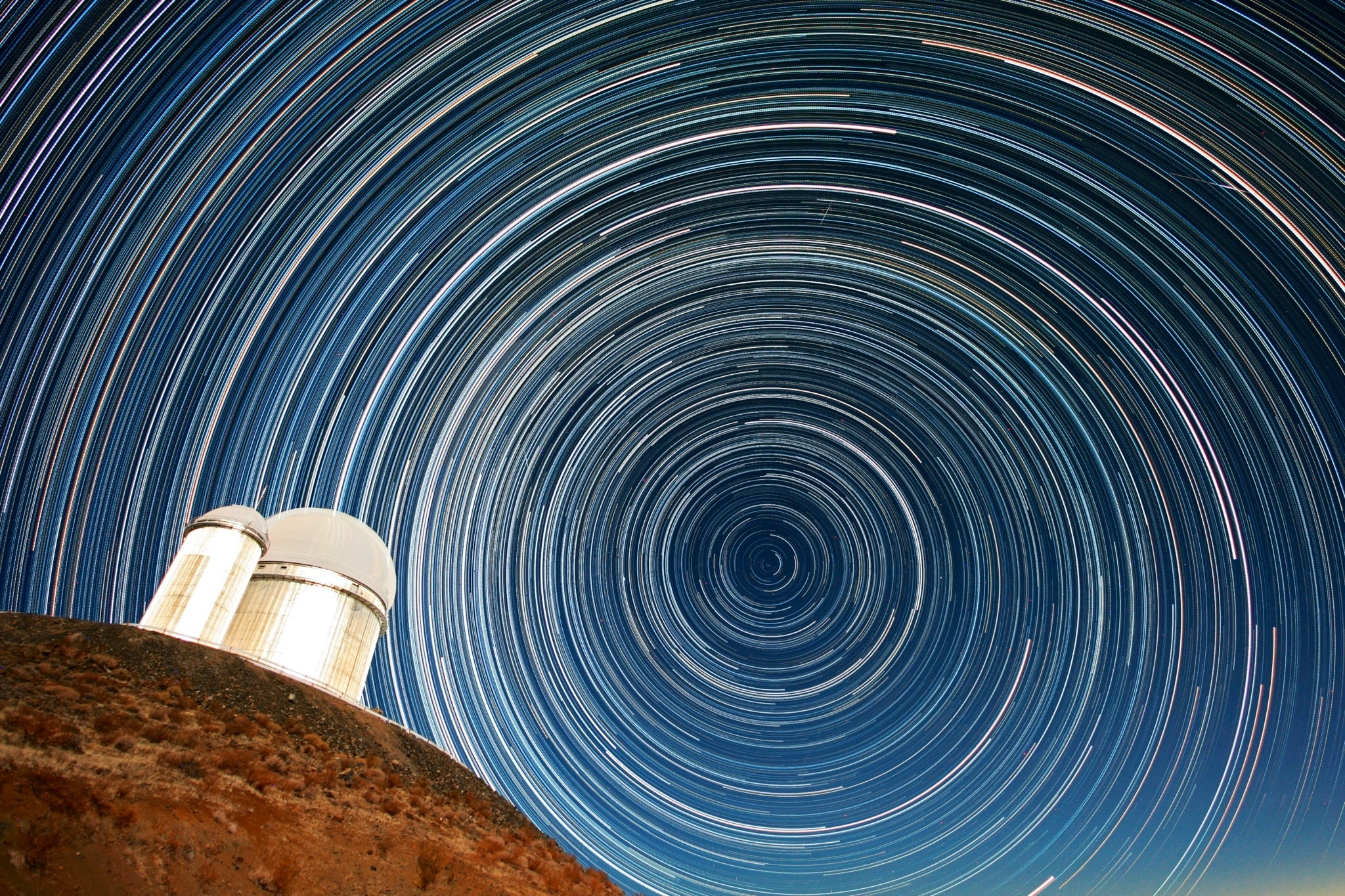
用延長曝光拍攝的繞極星迹。

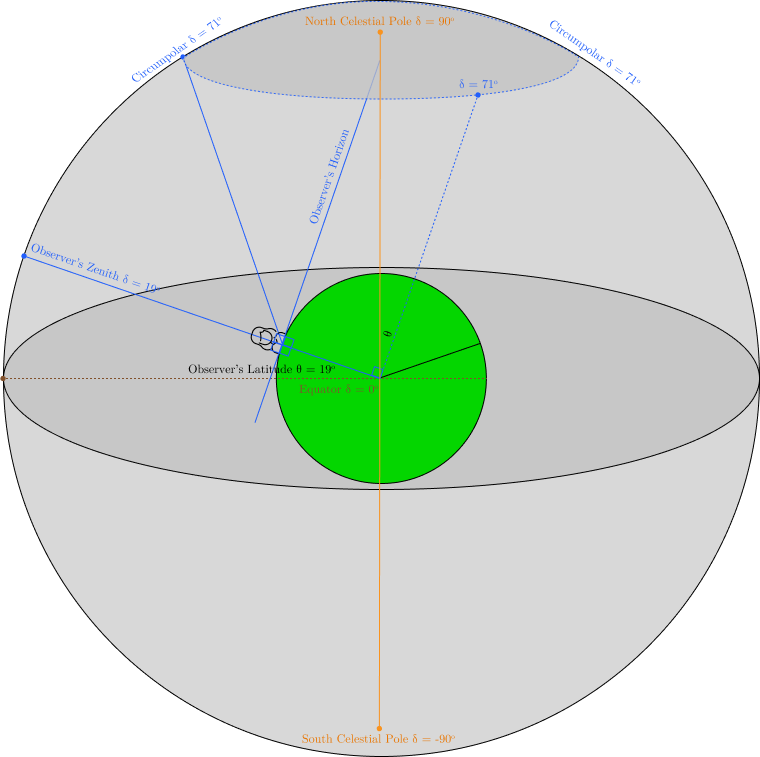
假設觀測者位於緯度+19°的拱極星圖。

恆星是否繞極取決於觀測者的緯度。由於北極的高度或南天極（以可見者為準）等於觀測者緯度的絕對值，任何距離可見的天極的角距離小於緯度絕對值的恆星都是繞極的。例如，如果觀測者的緯度是50°N，任何一顆恆星如果距離天北極小於 50°，它就是拱極星；如果觀測者的緯度是35°S，那麼距離南極點35°以內的恆星都是拱極星。天赤道上的恆星在從地球兩個半球的任何緯度觀測時都不是拱極星，這些恆星是「極距大約等於或小於觀測者緯度的恆星」。
給定的恆星在觀測者的緯度（θ）是否是拱極星，可以用恆星的赤緯（δ）來計算。如果θ + δ 大於 +90°（北半球 中的觀察者），或 θ + δ小於−90°（南半球的觀測者），那麼這顆恆星就是環極的拱極星。
"即使它在白天看不到，周日圈位於地平線以上的恆星永遠不會落下。能否將恆星指定為拱極星取決於觀測者的緯度。在赤道上，沒有恆星是環極的。在北極或南極，因為只能看到一半的天球，所有可見的恆星都是拱極星。對於任何其它緯度的觀測者來說，赤緯大於90°減去觀測者緯度的恆星，將是拱極星，它似乎繞天極旋轉，並且始終保持在地平線之上。完全由拱極星組成的星座則稱為拱極星座。來自美國大部分地區（緯度40°N以上），北斗七星是拱極星”。
同樣的，如果δ − θ 小於 −90°（北半球的觀測者），或 δ − θ大於+90°（南半球的觀測者），這一顆恆星永遠不會升到當地的地平線以上。因此，老人星從美國的舊金山和肯塔基州的路易維爾是看不見的，如果從佛雷斯諾、塔爾薩和維吉尼亞海灘中幾乎可見。
遠在北方星座內的一些恆星（如仙后座、仙王座、大熊座和小熊座），大致在北回歸線以北（23°26N）將是永遠不會升起或落下的恆星。
例如，對於不列顛群島的觀測者來說，一等星五車二（赤緯+45°59′）和天津四（+45° 16′）在全境任何地方落入地平線下。織女星（+38°47′），技術上來講，位於北緯51°N以北的極地周圍（就在倫敦以南），考慮到大氣折射，它可能只會從康沃爾郡和海峽群島看到在海平面上落下。
遠在南天星座中的恆星（如南十字座、蒼蠅座和水蛇座）大致在南回歸線以南（23°26′S），即典型熱帶以外的觀測點是拱極星。
在一個半球的拱極星（和星座）在另一個半球的同一緯度（或更高）總是不可見的，而且這些恆星永遠不會升到地平線以上。例如，南天的恆星十字架二，在美國本土的大部分地區都是看不見的。同樣的，北方的星群北斗七星星群的七顆星在南美洲巴塔哥尼亞的大部分地區都是看不見的。

## 星座
拱極星座是從地球上的位置看，一個星座（或星群），它永遠不會低於地平線。從北極看，天赤道以北的所有完全可見的星座都是拱極星座；從南極看天赤道以南的星座也是如此。從赤道看，沒有拱極星座。從北緯的中緯度（北緯40-50°）來看，極地星座可能包括大熊座、小熊座、天龍座、仙王座、仙后座，以及鮮為人知的鹿豹座、天貓座和蝎虎座。

## 外部連結
- 奇妙的地转星旋——中国公众科技网
- Bartleby.com:拱極星
- 北半球的拱極星跡
- 南半球的拱極星跡
- 星跡攝影教程